# 삼생삼세 십리도화
《삼생삼세 십리도화》(중국어: 三生三世十里桃花, 병음: Sān shēng sān shì shí lǐ táo huā 산성산스스리타오화[*], Eternal Love 이터널 러브[*])는 2017년 방송되었던 중국의 텔레비전 드라마이다.

## 소개
- 천족과 신선들 사이에서 일어나는 사건들을 그린 로맨스 판타지 드라마

## 등장 인물

### 주요 인물
- 양미 : 백천상신/사음상선/범녀소소/청구여군 (白浅上神/司音上仙/凡女素素/青丘女君) 역
- 자오유팅 (유아 : 스웨안신 (石悦安鑫)) : 묵연/야화/조가 (墨渊/夜华/照歌) 역

천족(天族)
- 장즈야오 : 절안 (折颜) 역
- 가오웨이광 : 동화제군 (東華帝君) 역
- 황멍잉 : 소금선자 (素锦仙子) 역
- 류루이린 (刘芮麟) : 자란상선 (子阑上仙) 역
- 왕샤오 (王骁) : 사명성군 (司命星君) 역
- 장카이 (蒋恺) : 천군 (天君) 역
- 리신이 (李芯逸) : 요광상신 (瑶光上神) 역
- 류샤오화 (刘晓晔) : 낙서선자 (乐胥仙子) 역
- 라이이 (赖艺) : 첩풍 (叠风) 역
- 장허 (张赫) : 영우 (令羽) 역
- 리둥헝 (李东恒) : 연송 (连宋) 역
- 왕뤄린 (王若麟) : 상적 (桑籍) 역
- 모펑빈 (牟凤彬) : 앙착 (央错) 역
- 왕팅 (王汀) : 성옥원군 (成玉元君) 역
- 위쉬안훙하오 (于轩鸿灏) : 각균 (伽均) 역
- 송해힐 (宋海颉) : 두 형제 (二师兄) 역
- 장이한 (张艺翰) : 아리 (阿离) 역
- 위원라오 (虞文涛) : 천추 (天枢) 역
- 천커판 (陈柯帆) : 원정 (元贞) 역
- 왕빈 (王斌) : 영보천존 (灵宝天尊) 역
- 양안치 (杨安琪) : 나나 (奈奈) 역
- 장란이 (张冉怡) : 신노 (辛奴) 역
- 자오신화 (赵新环) : 약왕 (药王) 역
- 자오옌쑹 (赵岩松) : 부신 (父神) 역
- 예신우 (叶新宇) : 보화천존 (普化天尊) 역
- 류메이린 (刘玫麟) : 직월 (织越) 역

### 익족(翼族)
- 롄이밍 : 경창 (擎苍) 역
- 장빈빈 : 이경 (离镜) 역
- 다이쓰 (代斯) : 연지 (胭脂) 역
- 두쥔쩌 (杜俊泽) : 이원 (离怨) 역
- 런타오 (任滔) : 김예수 (金猊兽) 역
- 왕톈치 (黄天崎) : 화기린 (火麒麟) 역

### 청구(靑丘)
- 축서단 : 현녀 (玄女) 역
- 위멍룽 : 백진 (白真) 역
- 장유하오 (张宥浩) : 미곡 (迷谷) 역
- 리언청 (李恩晟) : 필방 (毕方) 역
- 디리러바 : 백봉구/진귀인 (白凤九/陈贵人) 역
- 렁하이밍 (冷海铭) : 백혁 (白奕) 역
- 마루이 (马睿) : 백천랑 (白浅娘) 역
- 장궁 (张弓) : 백지 (白止) 역
- 양빈신 (杨炳新) : 섭자정 (叶子精) 역
- 만쯔링 (万紫玲) : 모구정 (蘑菇精) 역
- 간리잉 (甘丽影) : 현녀랑 (玄女娘) 역

### 기타
- 안열계 (安悦溪) : 소신 (少辛) 역
- 왕슈주 (王秀竹) : 무청 (繆清) 역
- 금풍 (金丰) : 녹수 (绿袖) 역
- 리둥 (李栋) : 토지신 (土地神) 역

## 같이 보기
- 삼생삼세 십리도화 (영화)